# Basketbal op de Olympische Zomerspelen 1960
Basketbal is een van de sporten die beoefend werden tijdens de Olympische Zomerspelen 1960 in Rome, Italië. De wedstrijden vonden van 26 augustus tot en met 10 september plaats in het Palazzo dello Sport (plaatsingsronde) en het kleinere Palazzetto dello Sport (1e en 2e groepsfase). Het pre-olympische toernooi, waar nog 5 landen zich voor de Spelen konden plaatsen, werd eerder dat jaar, van 13 tot 20 augustus, gehouden in de Land Rover Arena in Bologna.

## Mannen

### Voorronde

#### Groep A
| Datum       | Tijd  | Land             | Score    | Land      |
| ----------- | ----- | ---------------- | -------- | --------- |
| 26 augustus | 9:00  | Hongarije        | 93 - 66  | Japan     |
| 26 augustus | 21:30 | Verenigde Staten | 88 - 54  | Italië    |
| 27 augustus | 16:00 | Verenigde Staten | 125 - 66 | Japan     |
| 27 augustus | 23:00 | Italië           | 72 - 67  | Hongarije |
| 29 augustus | 9:00  | Verenigde Staten | 107 - 63 | Hongarije |
| 29 augustus | 17:30 | Japan            | 92 - 100 | Italië    |

| Groep A |                  |             |             |             |            |            |            |        |
| #       | Land             | Wedstrijden | Wedstrijden | Wedstrijden | Doelpunten | Doelpunten | Doelpunten | Punten |
| #       | Land             | G           | W           | V           | V          | T          | Saldo      | Punten |
| 1       | Verenigde Staten | 3           | 3           | 0           | 320        | 183        | 137        | 6      |
| 2       | Italië           | 3           | 2           | 1           | 226        | 247        | -21        | 5      |
| 3       | Hongarije        | 3           | 1           | 2           | 223        | 245        | -22        | 4      |
| 4       | Japan            | 3           | 0           | 3           | 224        | 318        | -94        | 3      |

#### Groep B
| Datum       | Tijd  | Land              | Score   | Land              |
| ----------- | ----- | ----------------- | ------- | ----------------- |
| 26 augustus | 16:00 | Bulgarije         | 62 - 67 | Joegoslavië       |
| 26 augustus | 17:30 | Frankrijk         | 53 - 56 | Tsjecho-Slowakije |
| 27 augustus | 9:00  | Frankrijk         | 61 - 62 | Joegoslavië       |
| 27 augustus | 10:30 | Tsjecho-Slowakije | 69 - 75 | Bulgarije         |
| 29 augustus | 10:30 | Joegoslavië       | 64 - 76 | Tsjecho-Slowakije |
| 29 augustus | 20:00 | Frankrijk         | 73 - 72 | Bulgarije         |

| Groep B |                   |             |             |             |            |            |            |        |
| #       | Land              | Wedstrijden | Wedstrijden | Wedstrijden | Doelpunten | Doelpunten | Doelpunten | Punten |
| #       | Land              | G           | W           | V           | V          | T          | Saldo      | Punten |
| 1       | Tsjecho-Slowakije | 3           | 2           | 1           | 201        | 192        | 9          | 5      |
| 2       | Joegoslavië       | 3           | 2           | 1           | 193        | 199        | -6         | 5      |
| 3       | Frankrijk         | 3           | 1           | 2           | 187        | 190        | -3         | 4      |
| 4       | Bulgarije         | 3           | 1           | 2           | 209        | 209        | 0          | 4      |

#### Groep C
| Datum       | Tijd  | Land        | Score    | Land        |
| ----------- | ----- | ----------- | -------- | ----------- |
| 26 augustus | 9:00  | Sovjet-Unie | 66 - 49  | Mexico      |
| 26 augustus | 20:00 | Puerto Rico | 72 - 75  | Brazilië    |
| 27 augustus | 14:30 | Mexico      | 68 - 64  | Puerto Rico |
| 27 augustus | 21:30 | Sovjet-Unie | 54 - 58  | Brazilië    |
| 29 augustus | 21:30 | Brazilië    | 80 - 72  | Mexico      |
| 29 augustus | 23:00 | Sovjet-Unie | 100 - 63 | Puerto Rico |

| Groep C |             |             |             |             |            |            |            |        |
| #       | Land        | Wedstrijden | Wedstrijden | Wedstrijden | Doelpunten | Doelpunten | Doelpunten | Punten |
| #       | Land        | G           | W           | V           | V          | T          | Saldo      | Punten |
| 1       | Brazilië    | 3           | 3           | 0           | 213        | 198        | 15         | 6      |
| 2       | Sovjet-Unie | 3           | 2           | 1           | 220        | 170        | 50         | 5      |
| 3       | Mexico      | 3           | 1           | 2           | 189        | 210        | -21        | 4      |
| 4       | Puerto Rico | 3           | 0           | 3           | 199        | 243        | -44        | 3      |

#### Groep D
| Datum       | Tijd  | Land       | Score   | Land       |
| ----------- | ----- | ---------- | ------- | ---------- |
| 26 augustus | 14:30 | Filipijnen | 68 - 86 | Polen      |
| 26 augustus | 23:00 | Uruguay    | 77 - 72 | Spanje     |
| 27 augustus | 17:30 | Spanje     | 82 - 84 | Filipijnen |
| 27 augustus | 20:00 | Uruguay    | 76 - 72 | Polen      |
| 29 augustus | 14:30 | Uruguay    | 80 - 76 | Filipijnen |
| 29 augustus | 16:00 | Polen      | 75 - 63 | Spanje     |

| Groep D |            |             |             |             |            |            |            |        |
| #       | Land       | Wedstrijden | Wedstrijden | Wedstrijden | Doelpunten | Doelpunten | Doelpunten | Punten |
| #       | Land       | G           | W           | V           | V          | T          | Saldo      | Punten |
| 1       | Uruguay    | 3           | 2           | 1           | 228        | 225        | 3          | 5      |
| 2       | Polen      | 3           | 2           | 1           | 233        | 207        | 26         | 5      |
| 3       | Filipijnen | 3           | 1           | 2           | 228        | 248        | -20        | 4      |
| 4       | Spanje     | 3           | 1           | 2           | 222        | 231        | -9         | 4      |

### 1e t/m 8e plaats

#### Groep I
| Datum       | Tijd  | Land              | Score   | Land     |
| ----------- | ----- | ----------------- | ------- | -------- |
| 1 september | 21:30 | Brazilië          | 78 - 75 | Italië   |
| 1 september | 23:00 | Tsjecho-Slowakije | 88 - 75 | Polen    |
| 2 september | 20:00 | Polen             | 68 - 77 | Brazilië |
| 2 september | 23:00 | Tsjecho-Slowakije | 70 - 77 | Italië   |
| 4 september | 20:00 | Italië            | 74 - 68 | Polen    |
| 4 september | 21:30 | Tsjecho-Slowakije | 78 - 85 | Brazilië |

| Groep I |                   |             |             |             |            |            |            |        |
| #       | Land              | Wedstrijden | Wedstrijden | Wedstrijden | Doelpunten | Doelpunten | Doelpunten | Punten |
| #       | Land              | G           | W           | V           | V          | T          | Saldo      | Punten |
| 1       | Brazilië          | 3           | 3           | 0           | 240        | 221        | 19         | 6      |
| 2       | Italië            | 3           | 2           | 1           | 226        | 216        | 10         | 5      |
| 3       | Tsjecho-Slowakije | 3           | 1           | 2           | 236        | 237        | -1         | 4      |
| 4       | Polen             | 3           | 0           | 3           | 211        | 239        | -28        | 3      |

#### Groep II
| Datum       | Tijd  | Land             | Score    | Land             |
| ----------- | ----- | ---------------- | -------- | ---------------- |
| 1 september | 17:30 | Joegoslavië      | 42 - 104 | Verenigde Staten |
| 1 september | 20:00 | Uruguay          | 53 - 89  | Sovjet-Unie      |
| 2 september | 17:30 | Sovjet-Unie      | 88 - 61  | Joegoslavië      |
| 2 september | 21:30 | Uruguay          | 50 - 108 | Verenigde Staten |
| 4 september | 17:30 | Uruguay          | 83 - 94  | Joegoslavië      |
| 4 september | 23:00 | Verenigde Staten | 81 - 57  | Sovjet-Unie      |

| Groep II |                  |             |             |             |            |            |            |        |
| #        | Land             | Wedstrijden | Wedstrijden | Wedstrijden | Doelpunten | Doelpunten | Doelpunten | Punten |
| #        | Land             | G           | W           | V           | V          | T          | Saldo      | Punten |
| 1        | Verenigde Staten | 3           | 3           | 0           | 293        | 149        | 144        | 6      |
| 2        | Sovjet-Unie      | 3           | 2           | 1           | 234        | 195        | 39         | 5      |
| 3        | Joegoslavië      | 3           | 1           | 2           | 197        | 275        | -78        | 4      |
| 4        | Uruguay          | 3           | 0           | 3           | 186        | 291        | -105       | 3      |

### 9e t/m 16e plaats

#### Groep III
| Datum       | Tijd  | Land        | Score           | Land        |
| ----------- | ----- | ----------- | --------------- | ----------- |
| 1 september | 14:30 | Hongarije   | 2 - 0 (forfeit) | Bulgarije   |
| 1 september | 16:00 | Filipijnen  | 82 - 80         | Puerto Rico |
| 2 september | 9:00  | Hongarije   | 84 - 80         | Puerto Rico |
| 2 september | 10:30 | Filipijnen  | 2 - 0 (forfeit) | Bulgarije   |
| 4 september | 14:30 | Puerto Rico | 2 - 0 (forfeit) | Bulgarije   |
| 4 september | 16:00 | Hongarije   | 81 - 70         | Filipijnen  |

| Groep III |             |             |             |             |            |            |            |        |
| #         | Land        | Wedstrijden | Wedstrijden | Wedstrijden | Doelpunten | Doelpunten | Doelpunten | Punten |
| #         | Land        | G           | W           | V           | V          | T          | Saldo      | Punten |
| 1         | Hongarije   | 3           | 3           | 0           | 167        | 150        | 17         | 6      |
| 2         | Filipijnen  | 3           | 2           | 1           | 154        | 161        | -7         | 5      |
| 3         | Puerto Rico | 3           | 1           | 2           | 162        | 166        | -4         | 4      |
| 4         | Bulgarije   | 3           | 0           | 3           | 0          | 6          | -6         | 0      |

#### Groep IV
| Datum       | Tijd  | Land      | Score    | Land   |
| ----------- | ----- | --------- | -------- | ------ |
| 1 september | 9:00  | Spanje    | 66 - 80  | Mexico |
| 1 september | 10:30 | Frankrijk | 101 - 63 | Japan  |
| 2 september | 14:30 | Japan     | 57 - 76  | Mexico |
| 2 september | 16:00 | Frankrijk | 78 - 48  | Spanje |
| 4 september | 9:00  | Spanje    | 66 - 64  | Japan  |
| 4 september | 10:30 | Frankrijk | 91 - 62  | Mexico |

| Groep IV |           |             |             |             |            |            |            |        |
| #        | Land      | Wedstrijden | Wedstrijden | Wedstrijden | Doelpunten | Doelpunten | Doelpunten | Punten |
| #        | Land      | G           | W           | V           | V          | T          | Saldo      | Punten |
| 1        | Frankrijk | 3           | 3           | 0           | 270        | 173        | 97         | 6      |
| 2        | Mexico    | 3           | 2           | 1           | 218        | 214        | 4          | 5      |
| 3        | Spanje    | 3           | 1           | 2           | 180        | 222        | -42        | 4      |
| 4        | Japan     | 3           | 0           | 3           | 184        | 243        | -59        | 3      |

### Plaatsingsronde

#### Groep plaats 13 t/m 15
| Datum       | Tijd  | Land        | Score   | Land   |
| ----------- | ----- | ----------- | ------- | ------ |
| 7 september | 10:00 | Puerto Rico | 75 - 65 | Spanje |
| 9 september | 10:00 | Puerto Rico | 93 - 73 | Japan  |

| Groep Plaats 13 t/m 15 |             |             |             |             |            |            |            |        |
| #                      | Land        | Wedstrijden | Wedstrijden | Wedstrijden | Doelpunten | Doelpunten | Doelpunten | Punten |
| #                      | Land        | G           | W           | V           | V          | T          | Saldo      | Punten |
| 13                     | Puerto Rico | 2           | 2           | 0           | 168        | 138        | 30         | 4      |
| 14                     | Spanje      | 2           | 1           | 1           | 131        | 139        | -8         | 3      |
| 15                     | Japan       | 2           | 0           | 2           | 137        | 159        | -22        | 2      |

#### Groep plaats 9 t/m 12
| Datum        | Tijd  | Land       | Score    | Land       |
| ------------ | ----- | ---------- | -------- | ---------- |
| 8 september  | 10:00 | Hongarije  | 57 - 69  | Mexico     |
| 8 september  | 11:30 | Frankrijk  | 122 - 75 | Filipijnen |
| 10 september | 10:00 | Filipijnen | 65 - 64  | Mexico     |
| 10 september | 11:30 | Hongarije  | 74 - 70  | Frankrijk  |

| Groep Plaats 9 t/m 12 |            |             |             |             |            |            |            |        |
| #                     | Land       | Wedstrijden | Wedstrijden | Wedstrijden | Doelpunten | Doelpunten | Doelpunten | Punten |
| #                     | Land       | G           | W           | V           | V          | T          | Saldo      | Punten |
| 9                     | Hongarije  | 3           | 2           | 1           | 212        | 209        | 3          | 5      |
| 10                    | Frankrijk  | 3           | 2           | 1           | 283        | 211        | 72         | 5      |
| 11                    | Filipijnen | 3           | 1           | 2           | 210        | 267        | -57        | 4      |
| 12                    | Mexico     | 3           | 1           | 2           | 195        | 213        | -18        | 4      |

#### Groep plaats 5 t/m 8
| Datum       | Tijd  | Land              | Score   | Land        |
| ----------- | ----- | ----------------- | ------- | ----------- |
| 7 september | 21:00 | Tsjecho-Slowakije | 98 - 72 | Uruguay     |
| 7 september | 22:30 | Joegoslavië       | 95 - 81 | Polen       |
| 9 september | 21:00 | Polen             | 64 - 62 | Uruguay     |
| 9 september | 22:30 | Tsjecho-Slowakije | 98 - 93 | Joegoslavië |

| Groep Plaats 5 t/m 8 |                   |             |             |             |            |            |            |        |
| #                    | Land              | Wedstrijden | Wedstrijden | Wedstrijden | Doelpunten | Doelpunten | Doelpunten | Punten |
| #                    | Land              | G           | W           | V           | V          | T          | Saldo      | Punten |
| 5                    | Tsjecho-Slowakije | 3           | 3           | 0           | 284        | 240        | 44         | 6      |
| 6                    | Joegoslavië       | 3           | 2           | 1           | 271        | 273        | -2         | 5      |
| 7                    | Polen             | 3           | 1           | 2           | 220        | 245        | -25        | 4      |
| 8                    | Uruguay           | 3           | 0           | 3           | 228        | 245        | -17        | 3      |

#### Finalegroep
| Datum        | Tijd  | Land             | Score    | Land             |
| ------------ | ----- | ---------------- | -------- | ---------------- |
| 8 september  | 21:00 | Brazilië         | 62 - 64  | Sovjet-Unie      |
| 8 september  | 22:30 | Verenigde Staten | 112 - 81 | Italië           |
| 10 september | 21:00 | Italië           | 70 - 78  | Sovjet-Unie      |
| 10 september | 22:30 | Brazilië         | 63 - 90  | Verenigde Staten |

| Finalegroep |                  |             |             |             |            |            |            |        |
| #           | Land             | Wedstrijden | Wedstrijden | Wedstrijden | Doelpunten | Doelpunten | Doelpunten | Punten |
| #           | Land             | G           | W           | V           | V          | T          | Saldo      | Punten |
| Goud        | Verenigde Staten | 3           | 3           | 0           | 283        | 201        | 82         | 6      |
| Zilver      | Sovjet-Unie      | 3           | 2           | 1           | 199        | 213        | -14        | 5      |
| Brons       | Brazilië         | 3           | 1           | 2           | 203        | 229        | -26        | 4      |
| 4           | Italië           | 3           | 0           | 3           | 226        | 268        | -42        | 3      |

### Eindrangschikking
| Goud | Zilver | Brons | 4 |
| Verenigde Staten Jay Arnette Walt Bellamy Bob Boozer Terry Dischinger Burdette Haldorson Darrall Imhoff Allen Earl Kelley Lester E. Lane Jerry Lucas Oscar Robertson Adrian Smith Jerry West        | Sovjet-Unie Joeri Kornejev Jānis Krūmiņš Goeram Minasjvili Valdis Muižnieks Cēzars Ozers Aleksandr Petrov Michail Semjonov Vladimer Oegrechelidze Maigonis Valdmanis Albert Valtin Gennadi Volnov Viktor Zoebkov | Brazilië Edson Bispo dos Santos Moysés Blás Waldemar Blatkauskas Algodão Rosa Branca Mosquito Waldyr Geraldo Boccardo Wlamir Marques Amaury Antônio Pasos Fernando Pereira de Freitas Antonio Salvador Sucar Jatyr Eduardo Schall | Italië Sandro Riminucci Gabriele Vianello Gianfranco Pieri Paolo Vittori Giovanni Gavagnin Sandro Gamba Augusto Giomo Gianfranco Lombardi Mario Alesini Achille Canna Antonio Calebotta Gianfranco Sardagna |
| 5 | 6 | 7 | 8 |
| Tsjecho-Slowakije František Konvička Jiří Baumruk Vladimír Pištělák Bohumil Tomášek Zdeněk Bobrovský Jiří Tetiva Boris Lukašík Jiří Štastný Bohuslav Rylich Jan Kinský Dušan Lukašík Zdeněk Konečný | Joegoslavië Radivoj Korać Ivo Daneu Slobodan Gordić Josip Đerđa Miodrag Nikolić Nemanja Đurić Marjan Kandus Miha Lokar Boris Kristančič Zvonko Petričević Sreten Dragojlović Radovan Radović                     | Polen Mieczysław Łopatka Andrzej Pstrokoński Janusz Wichowski Zbigniew Dregier Krzysztof Sitkowski Bogdan Przywarski Dariusz Świerczewski Andrzej Nartowski Jerzy Młynarczyk Jerzy Piskun Ryszard Olszewski Tadeusz Pacuła        | Uruguay Carlos Blixen Danilo Coito Héctor Costa Nelson Chelle Manuel Gadea Adolfo Lubnicki Sergio Matto Raúl Mera Washington Poyet Waldemar Rial Milton Scarón Edison Ciavattone                            |
| 9 | 10 | 11 | 12 |
| Hongarije János Greminger Tibor Zsíros László Bánhegyi János Simon László Gabányi István Liptai Árpád Glatz Ottó Temesvári János Bencze György Pólik Zoltán Judik Miklós Boháty                     | Frankrijk Jean-Paul Beugnot Roger Antoine Henri Grange Robert Monclar Henri Villecourt Maxime Dorigo Jérôme Christ Jean Degros Christian Baltzer Bernard Mayeur Philippe Baillet Louis Bertorelle                | Filipijnen Emilio Achacoso Kurt Bachmann Carlos Badion Narciso Bernardo Geronimo Cruz Alfonso Márquez Edgardo Ocampo Constancio Ortiz Edgardo Pacheco Cristobal Ramas Edgardo Roque Roberto Yburan                                | Mexico Guillermo Wagner Héctor Aizpuro Armando Herrera Gaille Bluth José María Lozano Ignacio Chavira Carlos Quintanar Urbano Zea Eulalio Avila César Herrera Guillermo Torres Alberto Almanza              |
| 13 | 14 | 15 | 16 |
| Puerto Rico Juan Vicens Teofilo Cruz Evelio Droz Juan Ramón Báez José Cestero José Antonio Casillas Johnny Rodríguez Rafael Valle José Santori Angel Cancel John Morales César Bocachica            | Spanje Agustín Bertomeu Alfonso Martínez Emiliano Rodríguez Francesc Buscató Jesús Codina Joaquín Enseñat Jorge Guillén Josep Lluís Cortés José Nora Juan Martos Miguel Ángel González Santiago Navarro          | Japan Setsuo Nara Shutaro Shoji Hiroshi Saito Takashi Itoyama Takeo Sugiyama Kenichi Imaizumi Yasukuni Oshima Shoji Kamata Masashi Shiga Takashi Masuda Kaoru Wakabayashi Hideo Kanekawa                                          | Bulgarije Viktor Radev Georgi Panov Atanas Atanasov Petko Lazarov Ljoebomir Panov Ilja Mirtsjev Georgi Kanev Nikola Ilov Stefan Stojkov Emanuil Gjaurov Tsvetko Savov Christo Tsvetkov                      |

St. Louis 1904 · Berlijn 1936 · Londen 1948 · Helsinki 1952 · Melbourne 1956 · Rome 1960 · Tokio 1964 · Mexico-Stad 1968 · München 1972 · Montréal 1976 · Moskou 1980 · Los Angeles 1984 · Seoel 1988 · Barcelona 1992 · Atlanta 1996 · Sydney 2000 · Athene 2004 · Peking 2008 · Londen 2012 · Rio de Janeiro 2016 · Tokio 2020 · Parijs 2024 · Los Angeles 2028
Medaillewinnaars 
Atletiek · Basketbal · Boksen · Gewichtheffen · Hockey · Kanovaren · Moderne vijfkamp · Paardensport · Roeien · Schermen · Schietsport · Schoonspringen · Turnen · Voetbal · Waterpolo · Wielersport · Worstelen · Zeilen · Zwemmen